# Lucas Bernardi
Lucas Ademar Bernardi  (Rosario, Santa Fe, Argentina, 27 de septiembre de 1977) es un ex-futbolista profesional y exentrenador argentino. Como futbolista en el AS Mónaco  salió subcampeón de La UEFA Champions League 2003-04. Con la Selección Argentina de Fútbol salió subcampeón de La Copa FIFA Confederaciones 2005.

## Trayectoria
Lucas Ademar Bernardi surgió de las divisiones de Newell's Old Boys club con el cual debutó en la Primera División de Argentina en 1998. Por su estilo de juego esforzado y sacrificado, Bernardi pronto se convirtió en uno de los jugadores más queridos.
En 2000 fue transferido al Olympique Marsella de la Ligue 1 francesa por 6.000.000 €,  y luego de una temporada con tan solo 8 partidos jugados pasó al AS Mónaco FC con un fichaje que rondo los 10 millones de Euros. En el Mónaco pronto se convirtió en titular y figura, al punto de ser elegido como el mejor mediocampista del campeonato francés por el diario L'Équipe en su primera temporada en el club. Con el equipo monegasco ganó una Copa de la Liga (2003) y fue finalista de la Liga de Campeones de la UEFA 2003-04.
Luego de una seria lesión Bernardi perdió su puesto como mediocampista central con Diego Pérez Aguado y Jerko Leko. En junio de 2007 se habló de la posibilidad de un regreso a Newell's. Finalmente su regreso al equipo rosarino, fue recién a principios de 2009.
Luego de 4 años de pelear en Newell's (Estuvo muy cerca a dejar el fútbol por problemas personales), se consagró campeón del Torneo Final 2013, siendo capitán del equipo.
El 16 de junio de 2015 es presentado como nuevo entrenador de Newell's Old Boys para afrontar la segunda mitad del Campeonato de Primera División, renunció el 14 de febrero de 2016 tras la derrota en el Clásico Rosarino.

## Selección nacional
Ha sido internacional con la Selección de fútbol de Argentina en 6 ocasiones. Además, fue subcampeón de la Copa Confederaciones 2005 con su seleccionado. Su debut internacional se produjo en un partido contra Japón.

## Estadísticas

### Como futbolista
| Club                          | Temporada           | Liga | Liga | Copas Nacionales * | Copas Nacionales * | Copas Internacionales ** | Copas Internacionales ** | Total | Total |
| Club                          | Temporada           | PJ   | G    | PJ                 | G                  | PJ                       | G                        | PJ    | G     |
| ----------------------------- | ------------------- | ---- | ---- | ------------------ | ------------------ | ------------------------ | ------------------------ | ----- | ----- |
| Newells Argentina             | 1997/98             | -    | -    | -                  | -                  | -                        | -                        | -     | -     |
| Newells Argentina             | 1998/99             | 23   | 0    | -                  | -                  | -                        | -                        | 23    | 0     |
| Newells Argentina             | 1999/00             | 34   | 2    | -                  | -                  | -                        | -                        | 34    | 2     |
| Newells Argentina             | 2000/01             | 17   | 1    | -                  | -                  | -                        | -                        | 17    | 1     |
| Newells Argentina             | Total               | 74   | 3    | -                  | -                  | -                        | -                        | 74    | 3     |
| Olympique de Marsella Francia | 2000/01             | 8    | 0    | -                  | -                  | -                        | -                        | 8     | 0     |
| Olympique de Marsella Francia | Total               | 8    | 0    | -                  | -                  | -                        | -                        | 8     | 0     |
| Monaco Francia                | 2001/02             | 23   | 0    | -                  | -                  | -                        | -                        | 23    | 0     |
| Monaco Francia                | 2002/03             | 31   | 0    | 4                  | 0                  | -                        | -                        | 35    | 0     |
| Monaco Francia                | 2003/04             | 33   | 2    | -                  | -                  | 12                       | 0                        | 45    | 2     |
| Monaco Francia                | 2004/05             | 24   | 1    | 1                  | 0                  | 5                        | 0                        | 30    | 1     |
| Monaco Francia                | 2005/06             | 32   | 0    | 3                  | 0                  | 10                       | 0                        | 45    | 0     |
| Monaco Francia                | 2006/07             | 16   | 0    | 2                  | 0                  | -                        | -                        | 18    | 0     |
| Monaco Francia                | 2007/08             | 19   | 0    | 1                  | 0                  | -                        | -                        | 20    | 0     |
| Monaco Francia                | Total               | 178  | 3    | 11                 | 0                  | 27                       | 0                        | 216   | 3     |
| Newells Argentina             | 2008/09             | 18   | 0    | -                  | -                  | -                        | -                        | 18    | 0     |
| Newells Argentina             | 2009/10             | 35   | 2    | -                  | -                  | 2                        | 0                        | 37    | 2     |
| Newells Argentina             | 2010/11             | 24   | 0    | -                  | -                  | 6                        | 0                        | 30    | 0     |
| Newells Argentina             | 2011/12             | 37   | 0    | 1                  | 0                  | -                        | -                        | 38    | 0     |
| Newells Argentina             | 2012/13             | 30   | 0    | 1                  | 0                  | 8                        | 0                        | 39    | 0     |
| Newells Argentina             | 2013/14             | 35   | 1    | 1                  | 0                  | 6                        | 1                        | 42    | 2     |
| Newells Argentina             | 2014                | 19   | 0    | -                  | -                  | -                        | -                        | 19    | 0     |
| Newells Argentina             | Total               | 199  | 3    | 3                  | 0                  | 22                       | 1                        | 224   | 4     |
| Total en su carrera           | Total en su carrera | 459  | 9    | 14                 | 0                  | 49                       | 1                        | 522   | 10    |

- (**) Copa Argentina, Coupe de la Ligue y Copa de Franciha.
- (***) Copa Libertadores, UEFA Champions League, UEFA Europa League y Copa Intertoto.

### Como entrenador
| Equipo                            | Div.                 | Torneo                         | Estadísticas | Estadísticas | Estadísticas | Estadísticas | Estadísticas | Estadísticas | Estadísticas | Estadísticas | Estadísticas |
| Equipo                            | Div.                 | Torneo                         | PJ           | G            | E            | P            | GF           | GC           | DG           | Efectividad  | Puntos       |
| --------------------------------- | -------------------- | ------------------------------ | ------------ | ------------ | ------------ | ------------ | ------------ | ------------ | ------------ | ------------ | ------------ |
| Newell's Old Boys Argentina       | 1.ª                  |                                |              |              |              |              |              |              |              |              |              |
| Newell's Old Boys Argentina       | 1.ª                  | Campeonato 2015                | 15           | 5            | 5            | 5            | 12           | 12           | 0            | 44.44%       | 20           |
| Newell's Old Boys Argentina       | 1.ª                  | Liguilla pre-Sudamericana 2015 | 1            | 0            | 0            | 1            | 1            | 2            | -1           | 0%           | 0            |
| Newell's Old Boys Argentina       | 1.ª                  | Campeonato 2016                | 2            | 0            | 0            | 2            | 1            | 4            | -3           | 0%           | 0            |
| Newell's Old Boys Argentina       | Total                | Total                          | 18           | 5            | 5            | 8            | 14           | 18           | -4           | 37.04%       | 20           |
| Arsenal de Sarandí Argentina      | 1.ª                  | Campeonato 2016-17             | 5            | 1            | 2            | 2            | 3            | 6            | -3           | 33.33%       | 5            |
| Arsenal de Sarandí Argentina      | Total                | Total                          | 5            | 1            | 2            | 2            | 3            | 6            | -3           | 33.33%       | 5            |
| Godoy Cruz Argentina              | 1.ª                  | Campeonato 2016-17             | 16           | 8            | 2            | 6            | 20           | 13           | +7           | 54.17%       | 26           |
| Godoy Cruz Argentina              | 1.ª                  | Copa Libertadores 2017         | 7            | 3            | 2            | 2            | 10           | 9            | +1           | 52.38%       | 11           |
| Godoy Cruz Argentina              | 1.ª                  | Copa Argentina 2016-17         | 1            | 1            | 0            | 0            | 3            | 0            | +3           | 100%         | 3            |
| Godoy Cruz Argentina              | Total                | Total                          | 24           | 12           | 4            | 8            | 33           | 22           | +11          | 55.56%       | 40           |
| Estudiantes de la Plata Argentina | 1.ª                  | Campeonato 2017-18             | 21           | 9            | 4            | 8            | 21           | 18           | +3           | 49.21%       | 31           |
| Estudiantes de la Plata Argentina | 1.ª                  | Copa Libertadores 2018         | 5            | 1            | 2            | 2            | 3            | 3            | 0            | 33.33%       | 5            |
| Estudiantes de la Plata Argentina | Total                | Total                          | 26           | 10           | 6            | 10           | 24           | 21           | +3           | 46.15%       | 36           |
| Belgrano Argentina                | 1.ª                  | Campeonato 2018-19             | 8            | 1            | 4            | 3            | 3            | 8            | -5           | 29.17%       | 7            |
| Belgrano Argentina                | Total                | Total                          | 8            | 1            | 4            | 3            | 3            | 8            | -5           | 29.17%       | 7            |
| Godoy Cruz Argentina              | 1.ª                  | Campeonato 2018-19             | 4            | 1            | 2            | 1            | 4            | 4            | 0            | 41.67%       | 5            |
| Godoy Cruz Argentina              | 1.ª                  | Copa Libertadores 2019         | 8            | 2            | 4            | 1            | 7            | 9            | -2           | 41.67%       | 10           |
| Godoy Cruz Argentina              | 1.ª                  | Copa de la Superliga 2019      | 4            | 0            | 2            | 2            | 4            | 7            | -3           | 16.67%       | 2            |
| Godoy Cruz Argentina              | 1.ª                  | Copa Argentina 2018-19         | 2            | 1            | 1            | 0            | 2            | 1            | +1           | 66.67%       | 4            |
| Godoy Cruz Argentina              | 1.ª                  | Superliga 2019-20              | 3            | 0            | 0            | 3            | 2            | 6            | -4           | 0%           | 0            |
| Godoy Cruz Argentina              | Total                | Total                          | 21           | 4            | 9            | 8            | 19           | 27           | -8           | 33.33%       | 21           |
| Godoy Cruz Argentina              | Total en Godoy Cruz  | Total en Godoy Cruz            | 45           | 16           | 13           | 16           | 52           | 49           | +3           | 45.19%       | 61           |
| Total en sus equipos              | Total en sus equipos | Total en sus equipos           | 102          | 33           | 30           | 39           | 96           | 102          | -6           | 42.16%       | 129          |

Actualizado al 24 de abril de 2019.

### Como director deportivo
| Club              | País      | Año  |
| ----------------- | --------- | ---- |
| Newell's Old Boys | Argentina | 2021 |

## Palmarés

### Campeonatos nacionales
| Título            | Club              | País      | Año    |
| ----------------- | ----------------- | --------- | ------ |
| Coupe de la Ligue | AS Mónaco         | Francia   | 2003   |
| Primera División  | Newell's Old Boys | Argentina | F-2013 |